# Olosa Colles
Olosa Colles is een veld van kleine vulkanen op Venus. De Olosa Colles werden in 1997 genoemd naar Olosa, ook bekend als Osara, de godin van de lagune in de Yorubareligie (West-Afrika).
Het vulkanenveld heeft een diameter van 200 kilometer en bevindt zich in het noordoosten van het quadrangle Sif Mons (V-31), ten noorden van inslagkrater Enid en ten zuiden van inslagkraters Veriko en de Lalande.